# 汪洋
汪 洋（おう よう、英語: Wang Yang、ワン・ヤン、1955年3月12日 - ）は、中華人民共和国の政治家。中国共産党第19期中央政治局常務委員会委員、第17・18・19期中央政治局委員。第9代・第13期中国人民政治協商会議全国委員会主席。前国務院副総理（副首相）、広東省党委員会書記、重慶市党委員会書記。党内序列は習近平党総書記（最高指導者の役職）・李克強国務院総理（首相の役職）・栗戦書全人代常務委員長（国会議長の役職）に次ぐ第4位であった。

## 経歴
1955年3月12日に安徽省宿県にて、貧困家庭に誕生する。早くに父を失い、1972年に高校卒業の学歴さえ無いまま、故郷である安徽省宿県（現在の宿州市）の食品工場で労働者として働き、1975年8月に中国共産党に入党した。文革末期の1976年2月、安徽省宿県地区「五七」幹部候補生学校教員となり、後に党委委員となった。1979年に中国共産党中央党校理論宣伝幹部班に抜擢され政治経済学を学習した。1981年に中国共産主義青年団安徽省宿県の党委副書記から、共青団省委宣伝部長、1983年には共青団省委副書記へと昇進を続けた。
1984年からは安徽省体育委員会主任、銅陵市党委員会副書記兼副市長、銅陵市長、省長助理、省計委主任などを歴任し、1993年に最年少で副省長就任。1995年まで中国科学技術大学で工学修士号を取得した。
1999年9月に朱鎔基内閣で国家発展計画委員会副主任。2003年温家宝内閣で国務院副秘書長。国家機関党組副書記、国務院三峡工程建設委員会委員を兼任。2003年3月、温家宝内閣の元で国務院副秘書長となり国務院弁公庁の日常業務を担当。国家機関党組副書記、国務院三峡工程建設委員会委員などを兼任。2005年重慶市党委書記、2007年12月から広東省党委書記となった。
2007年10月の第17期一中全会で「二階級特進」の中国共産党中央政治局委員入りを果たす。いわゆる共青団派で、胡錦濤党総書記に抜擢された。
2008年1月に中国中部を寒波が襲い、送電線が雪の重みに耐え切れず倒れるなどしてインフラに多大な影響を及ぼした。旧正月を直前に控えた広東省では地方からの労働者が帰省のため駅に殺到していた。回復の見込みが無いため、汪洋は今年の帰省を見送るよう求め大多数がそれに応じたものの、被害対策の責任者だった温家宝国務院総理が「旧正月前に帰省できる」と発言したため再度駅に押し寄せし、対応に追われた。
11月に世界的な景気後退を受けて発表された国務院の景気刺激策に広東省が抱える外資の輸出企業対策が盛り込まれていなかったことを受け、衰退産業を省外に出して質の高い成長への路線転換を行う「騰籠換鳥」を提起した。中小企業の切り捨てや失業者対策を半ば放置した発言をしたため、温家宝国務院総理と再度対立する。2009年7月にGDP成長率を8パーセント死守とした「保八」に対し、「GDPの数値はあまり重視していない」「不景気なときに成長が鈍るのは当然」と発言し、構造改革や産業の淘汰を強調した。これらは広東モデルと呼ばれた。
2009年に後任である薄熙来党委書記によって重慶市で大規模な汚職追放キャンペーンが展開され、省公安副局長や司法関係者を含む2000人以上が逮捕され、薄熙来と対立した。
2012年12月に胡春華に書記職を譲り退任した。
2013年3月に李克強国務院総理の下で、国務院副総理（副首相）に就任した。
2017年10月に第19期1中全会において、党中央政治局常務委員会委員に選出された（序列は、7人中4位）。
そして第16期中央候補委員、第17・18・19期中央政治局委員、第19期中央政治局常務委員会委員となり、2018年3月に中国人民政治協商会議全国委員会主席に就任した。
2022年10月に開催された中国共産党第二十回全国代表大会では慣例である定年の68歳に満たないにもかかわらず中央政治局委員から外れた。

## 人物
率直で分かりやすい発言で知られていて、記者団のインタビューに積極的に応じている。また、言論の自由などに寛容的で、ケーキ理論を掲げて新産業の育成や経済の活性化に熱心な改革派として知られる。
2013年7月、米中の経済関係について、「米中の経済関係は夫婦に似ており、離婚の道を歩むわけにはいかない」と発言した。